# Zeitschrift für Kolonialpolitik, Kolonialrecht und Kolonialwirtschaft
Die Zeitschrift für Kolonialpolitik, Kolonialrecht und Kolonialwirtschaft war eine deutsche Zeitschrift von 1899 bis 1914.

## Geschichte
Von 1889 bis 1899 erschien das Koloniale Jahrbuch zu den deutschen Kolonien. Seit 1899 wurden die Beiträge zur Kolonialpolitik und Kolonialwirtschaft mit einer neuen Jahrgangszählung herausgegeben. Diese hießen seit 1904 Zeitschrift für Kolonialpolitik, Kolonialrecht und Kolonialwirtschaft und seit 1913 Koloniale Monatsblätter. 1914 wurde das Erscheinen eingestellt,  nachdem die deutschen Kolonien im Ersten Weltkrieg verloren  gegangen waren.
Die Zeitschrift berichtete in ausführlichen Artikeln über verschiedene Bereiche der deutschen Kolonien. Sie war die wichtigste Publikation der Deutschen Kolonialgesellschaft  neben der Deutschen Kolonialzeitung.